# AM-2201
AM-2201 – organiczny związek chemiczny, substancja psychoaktywna z grupy syntetycznych kannabinoidów. Działa jako silny, lecz nieselektywny agonista receptorów kannabinoidowych o stałej powinowactwa Ki 1,0 nM do receptora CB1 oraz 2,6 nM do receptora CB2. Został po raz pierwszy zsyntetyzowany i opatentowany przez grupę Alexandrosa Makriyannisa, profesora Northeastern University w Bostonie.

## Działanie
AM-2201 wykazuje działanie podobne do innych kannabinoidów. Dawkowanie jest niższe niż w przypadku większości pokrewnych związków – aktywne dawki zaczynają się już od 500 µg. Substancja ta wykazuje stromą krzywą odpowiedzi biologicznej, tzn. niewielka zmiana dawki może spowodować znacząca różnicę w nasileniu działania. Tolerancja na efekty wzrasta bardzo szybko. Z działań niepożądanych odnotowano ataki paniki i wymioty, niekiedy już przy małych dawkach w wysokości 2 mg oraz drgawki przy dawkach przekraczających 10 mg. Do listopada 2011 nie zanotowano żadnego przypadku zgonu spowodowanego użyciem AM-2201. Toksyczność tego kannabinoidu wciąż pozostaje przedmiotem dyskusji i badań.

## Legalność
Polska
W Polsce AM-2201 znajduje się w wykazie środków odurzających i substancji psychotropowych w grupie I-N.
Stany Zjednoczone
Ze względu na domniemaną wzrastającą popularność użycia rekreacyjnego tej substancji, w USA podjęto kroki zmierzające do wpisania jej do Grupy I (Schedule I) w Controlled Substances Act.